# Elezioni parlamentari nelle Isole Åland del 1983
Le elezioni parlamentari nelle Isole Åland del 1979 si tennero il 16 ottobre.

## Risultati
| Liste                         | Voti   | % | Seggi |
| ----------------------------- | ------ | - | ----- |
| Centro delle Åland            | 3.704  |   | 11    |
| Liberali delle Åland          | 3.005  |   | 9     |
| Moderati delle Åland          | 1.727  |   | 5     |
| Socialdemocratici delle Åland | 1.717  |   | 5     |
| Sinistra Ålandese             | 244    |   | -     |
| Totale                        | 10.397 |   | 30    |